# 蕭海里
蕭海里（しょう かいり、? - 1102年）は、遼（契丹）の軍人。

## 経歴
乾統2年（1102年）、天祚帝に対して謀反を図るも失敗し、乾州の武器庫を襲った後に熟女真の阿典部を頼った。海里は生女真の完顔部の部長である完顔盈歌を誘って伴に遼を討とうと誘ったが、却って完顔盈歌は使者を捉えて海里討伐の兵を挙げた。混同江にて海里は遼・女真両軍を迎え撃つ。数千をこえる遼軍相手に善戦してこれを破ったものの、後から攻撃した完顔盈歌率いる女真軍千人に敗れて捕殺され、首は天祚帝の元に贈られた。
これによって完顔部は遼の信任を得たが、一方で完顔部側は遼軍の弱体ぶりにその先行きを不安視するようになる。乱から13年後、完顔盈歌の甥である完顔阿骨打は、遼から離反して金を建国することになる。